# Change (revue)
Change est une revue littéraire publiée à partir de 1968 à Paris. Elle fut fondée par Jean-Pierre Faye, Jacques Roubaud et Maurice Roche aux Éditions du Seuil. À partir de 1972, elle fut publiée aux Éditions Seghers-Laffont. Elle a cessé de paraître en 1983, avec le numéro 42.
Lui a succédé Change international, publié chez Laffont par la Fondation transculturelle internationale, qui proposa trois numéros de 1983 à 1985.

## Histoire
C'est une scission parmi les fondateurs de Tel Quel qui a donné naissance à Change. Jean-Pierre Faye quitte Tel Quel en 1967 après le numéro 31 et prépare alors une nouvelle revue.
Jacques Roubaud, Jean-Claude Montel, Jean Paris, Léon Robel et Mitsou Ronat ont été parmi les animateurs les plus marquants.
Les archives des deux revues ont été déposées par Jean-Pierre Faye à l'Institut mémoires de l'édition contemporaine en 1996.